# Dan Osman
Dan Osman (* 11. Februar 1963; † 23. November 1998 im Yosemite-Nationalpark) war ein US-amerikanischer Extremsportler japanischer Herkunft.
Osman wurde mit Free Solo, also dem Klettern ohne Seil und sonstige Sicherheitsausrüstung, und dem „kontrollierten Freifall“, dem bis zu mehreren hundert Metern tiefen Sprung von einem Felsen, der nur von einem Kletterseil aufgefangen wird, bekannt.
Mit einem „Speed Free Solo“ markierte er 1997 den Höhepunkt seiner Laufbahn. Er bestieg in Kalifornien den fast senkrecht aufsteigenden 400 Fuß (ca. 122 m) hohen „Bear's Reach“ in im Klettergebiet Lover's Leap (Tahoe, Kalifornien) in 4:25 Minuten.
Durch seine Klettereien kam es öfter vor, dass er tiefe Stürze in sein Seil erlebte. Dabei bemerkte er, dass die Stürze auf ihn einen besonderen „Thrill“ ausübten. Er befasste sich daraufhin immer mehr mit Sprungexperimenten von Bäumen und Felsen in sein Sicherungsseil. Die modernen (dynamischen) Kletterseile sollen, auch schon zu Osmans Zeiten, nahezu jeden Sturz halten können. Kletterseile sind laut Norm so ausgelegt, dass sie eine bestimmte Zahl an Normstürzen auszuhalten vermögen. Ein Sturz, der der geforderten Kraft in dieser Spezifikation auftritt, sei in der Praxis kaum erreichbar.
Am 23. November 1998 starb Dan Osman im Alter von 35 Jahren im Yosemite-Nationalpark, als bei einem Sprung aus 335 Metern Höhe vom „Leaning Tower“ sein Seil riss. Unglücksursache war, dass er kurzfristig den Standort für den Absprung wechselte, weil die Dämmerung einsetzte und er den Rekordsprung zu Ende bringen wollte. Möglicherweise befürchtete er, dass die Park-Leitung ihm am nächsten Tag einen weiteren Versuch verbieten würde. Durch den Standortwechsel überschnitten sich allerdings die bereits lange Wind und Wetter ausgesetzten Fangseile, dadurch kam es beim Sprung zu einer Reibungsschmelze an einem Knoten, und das Seil riss. Er hinterließ seine damals zwölfjährige Tochter Emma.
Sein Freund und Kletterkamerad Miles Daisher im Outside Magazine:
„Ich beobachtete, wie seine Stirnlampe in der Dunkelheit verschwand“, sagt Daisher, „er entfernte sich weiter und weiter, und nach etwa zehn Sekunden sah ich, wie sich das Seil streckt, hörte es peitschen – was Dano ‚flossing the sky‘ nannte –, aber es machte nicht das volle Peitschgeräusch. Dann hörte ich ihn schreien - ‚Ahhhhhh‘ und einen Krach, als ob ein Baum entzweigebrochen wäre, und ich dachte ‚verdammte Scheiße, er ist in einen von ihnen hineingeschwungen‘. Ich stellte ihn mir vor, wie er dort unten verletzt und blutig von einem Ast hängt. Ich schrie zu ihm über Funk. Nichts. Ruhe. Dann flippte ich aus.“